# Schizoporella hexagona
Schizoporella hexagona is een mosdiertjessoort uit de familie van de Schizoporellidae. De wetenschappelijke naam van de soort is voor het eerst geldig gepubliceerd in 1905 door Nordgaard.